# Hideki Matsuda
Hideki Matsuda (松田 英樹 Matsuda Hideki?, nacido el 2 de septiembre de 1981 en Minokamo, Gifu) es un exfutbolista japonés. Jugaba de centrocampista y su último club fue el FC Ryukyu de Japón.

## Trayectoria

### Clubes
| Club                 | País  | Año         |
| -------------------- | ----- | ----------- |
| Montedio Yamagata    | Japón | 2000 - 2002 |
| Shizuoka FC          | Japón | 2003 - 2004 |
| TDK                  | Japón | 2004 - 2005 |
| Okinawa Kariyushi FC | Japón | 2007        |
| TDK                  | Japón | 2008        |
| FC Ryukyu            | Japón | 2009 - 2012 |